# 海峡ひろき
海峡 ひろき（かいきょう -、本名大久保美幸(おおくぼ・みゆき、大久保は旧姓)、1962年6月14日 - ）は、女優、元宝塚歌劇団花組の男役。
埼玉県狭山市、県立松山女子高校出身。身長168cm、血液型O型。愛称はみゆ。

## 略歴
- 入団前に、大滝愛子バレエ・アートに通っていた。
- 1981年、69期生として宝塚音楽学校へ入学。同期生に元星組トップスターの麻路さき、元月組トップスターの久世星佳、元雪組トップスターの高嶺ふぶき、元雪組トップ娘役の神奈美帆、元月組男役スターの若央りさ、元星組男役スターのちあきしん、元月組組長の出雲綾、元花組娘役スターの美月ノアらがいる。
- 1983年4月、宝塚歌劇団入団。入団時の成績は44人中13番[1]。月組『春の踊り／ムーンライト・ロマンス』にて初舞台を踏み、後に千秋、出雲らとともに星組に配属される。下級生時代は新人公演で上級生の役を演じることが多かった。
- 1988年、『戦争と平和』の大劇場公演の後で、雪組へ組替え。
- 1993年、『天国と地獄 -オッフェンバック物語-／TAKE OFF』の大劇場公演の後で、花組へ組替え。
- 1994年、『アロー・アロー・キャメロット?』で、バウホール初主演を果たす。
- 1997年6月30日[1]、『失われた楽園 -ハリウッド・バビロン-／サザンクロス・レビュー』の千秋楽をもち宝塚歌劇団を退団。公演終了後に同期で同じ公演での退団が決まっていた美月とともに「海峡ひろき&美月亜優サヨナラショー」が上演された[2]。

退団後は女優として芸能活動をした時期もあるが、柔道整復師の資格を取得し、2008年に整骨院を夫とともに開業した様子が夕刊フジで取り上げられた。

## 宝塚時代の主な舞台

### 星組時代
- 1984年6月、『我が愛は山の彼方に／ラブ・エキスプレス』新人公演：ジュチ（本役：萬あきら）
- 1985年2月、『哀しみのコルドバ／ルミエール』新人公演：マリオ（本役：隼れん）
- 1985年8月、『西海に花散れど／ザ・レビューIII』新人公演：緒方維義（本役：萬あきら）
- 1986年3月、『レビュー交響曲』新人公演：セレモニーの男（本役：新城まゆみ）
- 1986年9月、『華麗なるファンタジア／ブギ・ウギ・フォーリーズ』新人公演：ジャン・ジャック伯爵（本役：紫苑ゆう）
- 1987年1月、『紫子／ジュビリー・タイム!』新人公演：丹波（本役：一樹千尋）
- 1987年2月、『蒼いくちづけ』（バウ・東京特別）アーサー
- 1987年6月、『別離の肖像』青年2、新人公演：貝殻節の歌手（本役：峰さを理）
- 1988年1月、『ハッピー・ドリーミング』（バウ）
- 1988年2月、『炎のボレロ／Too Hot!』新人公演：フラミンゴ（本役：麻路さき）
- 1988年8月、『戦争と平和』新人公演：ピエール・ベズーホフイ伯爵（本役：榛名由梨）

### 雪組時代
- 1988年11月、『たまゆらの記／ダイナモ!』行智（東京公演）
- 1989年2月、『ムッシュ・ド・巴里／ラ・パッション!』アラン、新人公演：ドルレアン公爵（本役：北斗ひかる）
- 1989年4月、『イルミネーション・ブラック』（バウ・東京特別）ジョー
- 1989年8月、『ベルサイユのばら -アンドレとオスカル編-』ジェローデル、新人公演：ハンス・アクセルフォン・フェルゼン（本役：朝香じゅん、紫苑ゆう、麻路さき）
- 1989年9月、『おもかげ草紙』（東京特別）霧浪千寿
- 1990年1月、『天守に花匂い立つ／ブライト・ディライト・タイム』倉田尚吾
- 1990年6月、『黄昏色のハーフムーン／パラダイス・トロピカーナ』レオーネ
- 1990年8月、『微笑みをもう一度』（バウ）
- 1990年11月、『花幻抄／恋騒ぎ／スイート・タイフーン』重山銀之丞
- 1991年4月、『ベルサイユのばら -オスカルとアンドレ編-』（全国ツアー）アンドレ・グランディエ
- 1991年8月、『華麗なるギャツビー／ラバーズ・コンチェルト』トム・ブキャナン
- 1991年10月、『スポットライト・マジック』（バウ）
- 1992年2月、『華麗なるギャツビー／ラバーズ・コンチェルト』（中日）トム・ブキャナン
- 1992年4月、『この恋は雲の涯まで』佐藤忠信
- 1992年8月、『ヴァレンチノ』（バウ・東京特別・中日）デソウル
- 1992年10月、『忠臣蔵〜花に散り雪に散り〜』大高源五
- 1992年12月、『ジャンプ・フォー・ジョイ』（シアタードラマシティ）
- 1993年5月、『天国と地獄 -オッフェンバック物語-／TAKE OFF』ダグラス

### 花組時代
- 1993年8月、『ベイ・シティ・ブルース／イッツ・ア・ラブ・ストーリー』クラーク
- 1993年10月、『アップル・ツリー -三つの愛の物語-』（バウ・東京特別・名古屋特別）サンジャー
- 1994年2月、『ベイシティ・ブルース／イッツ・ア・ラブ・ストーリー』（中日）クラーク
- 1994年3月、『ブラック・ジャック 危険な賭け／火の鳥』サザランド
- 1994年5月、『アロー・アロー・キャメロット?』ハンク・モーガン ＊バウホール主演
- 1994年9月、『冬の嵐、ペテルブルグに死す／ハイパー・ステージ!』ミハイル・ルツコイ
- 1994年11月、『CHECKMATE -ルークとビショップとクイーンのしなやかな餐宴-』（バウ）
- 1995年1月、『哀しみのコルドバ／メガ・ヴィジョン -はてしなき幻想-』アナトン・ナバロ
- 1995年2月、『LAST DANCE』（バウ・東京特別）マリオス
- 1995年4月、『エデンの東／ダンディズム!』アブラハム
- 1995年5月、『紅はこべ／メガ・ヴィジョン -はてしなき幻想-』アントニー
- 1996年1月、『花は花なり／ハイペリオン』パイレーツA 他
- 1996年3月、『HURRICANE』（バウ・東京特別・名古屋特別）ディディ
- 1996年6月、『ハウ・トゥー・サクシード -努力しないで出世する方法-」ギャッチ
- 1996年12月、『RYOMA -硬派・坂本竜馬!II-』（シアタードラマシティ）勝海舟
- 1997年2月、『失われた楽園 -ハリウッド・バビロン-／サザンクロス・レビュー』マックス・ジョンソン
- 1997年4月、『君に恋してラビリンス!』（バウ）カツァリス